# Cycas petraea
Cycas petraea är en kärlväxtart som beskrevs av A. Lindstr. och Kenneth D. Hill. Cycas petraea ingår i släktet Cycas, och familjen Cycadaceae. IUCN kategoriserar arten globalt som nära hotad. Inga underarter finns listade i Catalogue of Life.